# Сага о Бьёрне Витязе из Долины Хит
«Сага о Бьёрне Витязе из Долины Хит» (исл. Bjarnar saga Hítdælakappa) — одна из «саг об исландцах», относящаяся к циклу саг западной четверти.

## Сюжет
Сюжет «Саги о Бьёрне Витязе из Долины Хит» имеет много общего с сюжетом «Саги о Гуннлауге Змеином Языке», записанной несколько позже. Заглавный герой — исландский скальд, который отправляется в путешествие, оставив на время свою невесту. Та должна ждать его три года. В Норвегии Бьёрн встречает другого скальда, Торда, который использует это знакомство для того, чтобы принести невесте Бьёрна ложное известие о том, что её жених погиб, и самому на ней жениться. Тем временем Бьёрн участвует в викингских походах на Русь и на Запад. Когда он возвращается в Исландию, происходит открытое столкновение между двумя скальдами, и Бьёрн погибает от руки Торда.

## История текста
Сага была записана в начале XIII века. Её текст сохранился не полностью в составе двух пергаментных кодексов XIV века и двух бумажных начала XVII века и был впервые издан в 1847 году в Копенгагене.
Текст саги явным образом распадается на две части, очень разных по стилю — «норвежскую» и «исландскую». Первая из них больше похожа на «сагу о древних временах». В связи с этим большинство исследователей считает, что сага плохо написана. По альтернативной гипотезе, авторский замысел предполагал, что норвежская часть — введение, которое должно было отличаться от основного текста.